# Klaas Buiten
Klaas Buiten (Buitenhuizen (Ruinerwold), 17 september 1864 - Assen, 13 september 1937) was een Nederlands burgemeester.

## Leven en werk
Klaas Buiten werd geboren op 17 september 1864 te Buitenhuizen, een buurtschap gelegen bij Ruinerwold. Zijn ouders waren landbouwer Arend Buiten en Betje Buiten, welke al vroeg kwamen te overlijden. Moeder Betje overleed op 5 mei 1866 en vader Arend op 26 april 1872. Op 25 april 1885 huwde hij met Zwaantje Stapel, geboren te Zuidwolde. Zij kregen samen drie kinderen: Betje (1887), Lucas (1888) en Arend Pieter (1896)
Klaas Buiten vervulde vele openbare functies. In 1909 werd hij burgemeester van Ruinerwold. Deze functie heeft hij vervuld tot 1934.
Op 13 september 1937 overleed Klaas te Assen. Hij was echter woonachtig in Staphorst.

## Vernoeming
- In Ruinerwold is een straat naar Klaas Buiten vernoemd: de Burgemeester Buitenweg.